# أندرسون أكينو
أندرسون أكينو (بالبرتغالية: Anderson Aquino‏) (18 فبراير 1986 في البرازيل - ) هو لاعب كرة قدم برازيلي في مركز الهجوم. لعب مع أتلتيكو باراناينسي ونادي بارانا ونادي سبورت ريسيفه ونادي غوياس ونادي كوريتيبا ونادي ميتالورغي روستافي ونادي إيتوانو ونادي سانتا كروز.

## وصلات خارجية
- أندرسون أكينو على موقع الاتحاد الأوربي (الإنجليزية)
- أندرسون أكينو على موقع قاعدة بيانات كرة القدم.إي يو (الإنجليزية)
- أندرسون أكينو على موقع Soccerway.com (الإنجليزية)
- أندرسون أكينو على موقع عالم كرة القدم.نت (الإنجليزية)